# Rolf Deinoff
Rolf E.S. Deinoff, Erik Rolf Sture Deinoff, född 6 februari 1917 i Örebro, död 6 februari 1986, var en svensk bankman och företagsledare.
Deinoff tog examen från Handelshögskolan i Stockholm 1941, var amanuens vid Industrikommissionen 1941-1943, ekonomichef vid AB Pumpindustri Mölndal 1943-1947, biträdande direktör vid Stockholms enskilda bank 1947, blev direktör där 1955 och var bankens vice verkställande direktör 1960-1967. Han var därefter verkställande direktör för Svenska Tändsticks AB (STAB) från 1968 till 1977. Under Deinoffs tid som VD förvärvade STAB ett stort antal företag i olika branscher, bland annat Tarkett 1970, och tändstickstillverkningen kom successivt att utgöra en allt mindre del av koncernens verksamhet.